# Citadel (компьютерный вирус)
Citadel — троянская программа с целью кражи банковских данных. Была запущена в 2011 году. Является модифицированной версией трояна ZeuS. Название вируса основано на названии одноимённого романа.

## История
Появился с использованием исходного кода вируса ZeuS в 2011 году. Kaspersky.ru в  публикации 2013 года включил данный троян в «Великолепную четвёрку банковских троянов».
Злоумышленники, занимавшиеся разработкой вируса Citadel, создали собственное сообщество, в котором обсуждались пути дальнейшего улучшения программы. Одним из предложений было внедрение системы шифрования, основанной на AES, с помощью которой предлагалось шифровать файлы конфигурации и соединения с сервером управления трояном, а также возможность отключать системы безопасности заражённого компьютера и записывать на нём действия пользователя (в том числе, создавать видео с действиями пользователя).
Citadel распространялся преимущественно через нелицензионные копии ОС Windows, а также с использованием сообщений, отправляемых злоумышленниками по электронной почте.
Вирус принёс ущерб в размере 500 млн долларов и заразил около 5 миллионов компьютеров (по другой оценке, данной впоследствии прокуратурой США — 11 млн компьютеров). Помимо кражи данных, он может значительно замедлять работу компьютера и скачивать другое вредоносное программное обеспечение. Вирус имеет либо русское, либо украинское происхождение — он не атакует пользователей с русской и украинской раскладкой клавиатуры.
Как сообщалось в 2013 году, компания Microsoft и её партнёры при поддержке ФБР организовали мероприятия по удалению вируса с заражённых компьютеров, в результате чего удалось уничтожить около 88 % ботнетов на основе Citadel и почистить около 40 % компьютеров, заражённых вирусом.

## Поиск разработчика вируса
Возможным автором вируса считается хакер AquaBox — он занимался продажей вируса. Его личность не идентифицирована. На форуме «Exploit.in» была опубликована переписка, где участник под этим именем общался на русском языке.
Другой российский хакер, Марк Вартанян, также известный как Kolypto, был экстрадирован в США и обвинялся в разработке Citadel, но первоначально отрицал свою вину. Тем не менее, впоследствии он согласился на сделку со следствием, подразумевавшую признание вины, и был в 2017 году приговорен в США к 5 годам тюрьмы (с засчитыванием ему 2 лет, проведённых в тюрьме в Норвегии перед экстрадицией в США).
Также в сентябре 2015 года за распространение вируса Citadel был осуждён 22-летний россиянин Дмитрий Белороссов (использовавший псевдоним Rainerfox).